# 1332 en santé et médecine
| Années de la santé et de la médecine : 1329 - 1330 - 1331 - 1332 - 1333 - 1334 - 1335    |
| Décennies de la santé et de la médecine : 1300 - 1310 - 1320 - 1330 - 1340 - 1350 - 1360 |

Cet article présente les faits marquants de l'année 1332 en santé et médecine.

## Événements

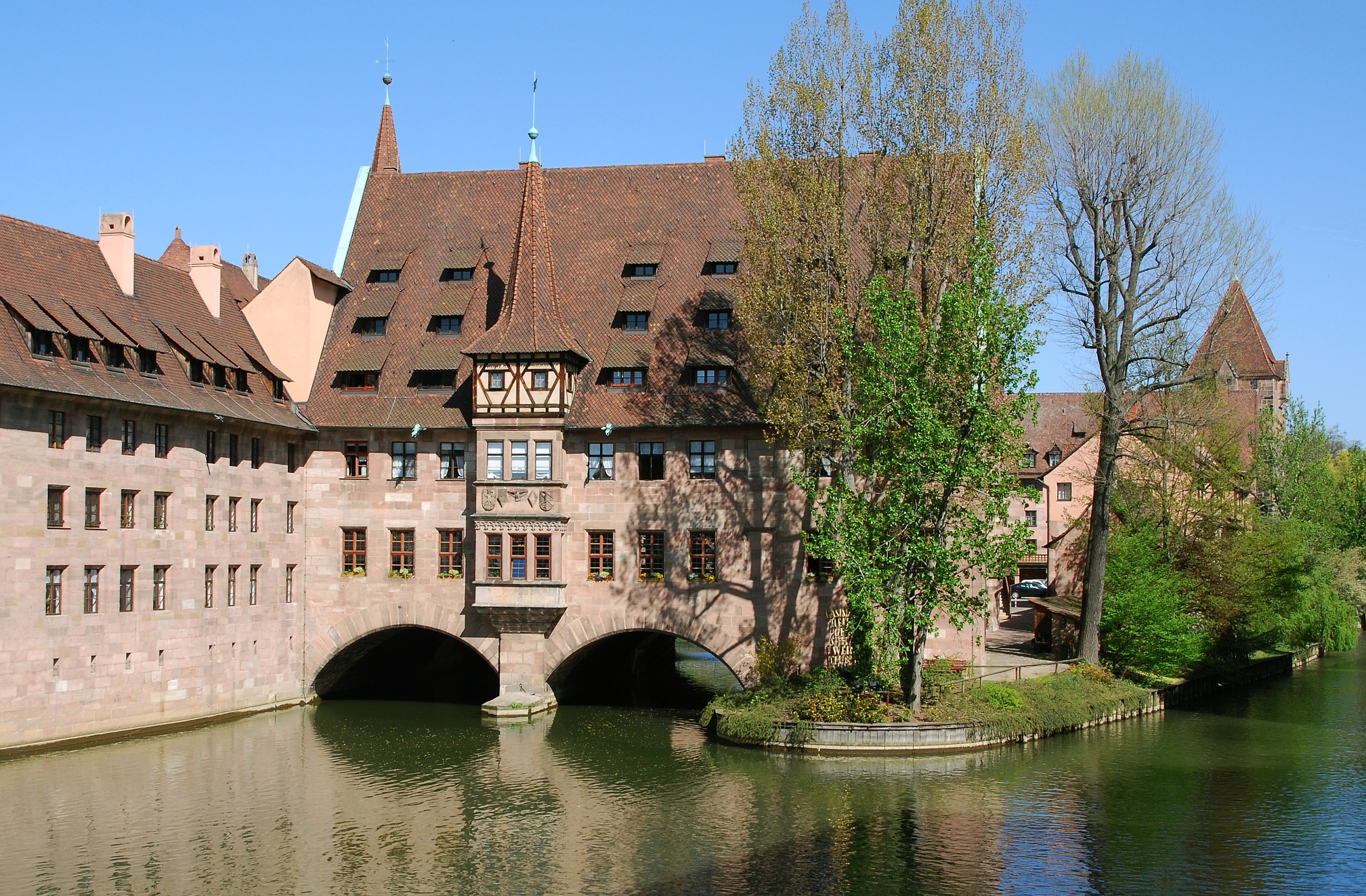
Hôpital
du Saint-Esprit
à Nuremberg, 2007

- 18 novembre : à la fondation de l'hôpital Saint-Jean-des-Pauvres (St. John of the Poors) à Exeter, dans le comté de Devon en Angleterre, l'évêque John Grandisson (en) fait inclure dans les statuts l'entretien de douze pauvres écoliers[1],[2].
- La faculté de médecine de Paris adopte l'antidotaire de Nicolas Myrepse (Antidotarium Nicolai[3]).
- Création de la chaire de médecine de l'université de Cahors fondée l'année précédente, en 1331[4],[5].
- Fondation de l'hôpital du Saint-Esprit, au bord de la Pegnitz, à Nuremberg, en Franconie.
- Fondation de l'hôpital Saint-Léonard à Trévise en Italie[6].
- Un hôpital des bourgeois, qui sera appelé hôpital des pauvres, est attesté à Thionville, sous le gouvernement de Jean Ier l'Aveugle, comte de Luxembourg[7].
- L'hôpital d'Elsing (en) (Elsing Spital) de Londres, hospice pour aveugles fondé par William Elsing en 1329, et qui sera détruit sous Henri VIII, est érigé en prieuré et devient hôpital de la Vierge Marie (hospital of St. Mary the Virgin[8]).

## Naissance
- Wang Lü (mort après 1383), peintre et médecin chinois[9],[10].